# Will Barta
William Barta (* 4. ledna 1996) je americký profesionální silniční cyklista jezdící za UCI WorldTeam Movistar Team.

## Kariéra
V srpnu 2019 byl Barta jmenován na startovní listině Vuelty a España 2019, první Grand Tour své kariéry. Vuelty se zúčastnil i v roce 2020 a dojel na 22. místě v celkovém pořadí. Ve třinácté etapě, individuální časovce, dojel druhý poté, co dlouho držel pozici závodníka s nejrychlejším časem, než ho o 1 sekundu překonal Primož Roglič, předposlední závodník na startu.

## Hlavní výsledky
2013
Tour de l'Abitibi
5. místo celkově
 vítěz soutěže mladých jezdců
vítěz 3. etapy (ITT)
2014
Národní šampionát
2. místo časovka juniorů
Tour du Pays de Vaud
3. místo celkově
vítěz 1. etapy
Course de la Paix Juniors
3. místo celkově
Tour de l'Abitibi
4. místo celkově
Trofeo Karlsberg
6. místo celkově
 vítěz bodovací soutěže
vítěz etapy 2a
2015
Tour de Bretagne
8. místo celkově
2016
7. místo Trofeo Piva
2017
Národní šampionát
2. místo časovka do 23 let
4. místo časovka
4. místo Lutych–Bastogne–Lutych Espoirs
Le Triptyque des Monts et Châteaux
9. místo celkově
Flèche du Sud
9. místo celkově
Tour de Bretagne
10. místo celkově
2018
Le Triptyque des Monts et Châteaux
3. místo celkově
Redlands Bicycle Classic
5. místo celkově
2021
Národní šampionát
5. místo časovka
2023
Národní šampionát
2. místo časovka
O Gran Camiño
5. místo celkově
Saudi Tour
8. místo celkově
2024
Volta a la Comunitat Valenciana
vítěz 5. etapy

### Výsledky na Grand Tours
| Grand Tour      | 2019 | 2020 | 2021 | 2022 | 2023 | 2024 |
| --------------- | ---- | ---- | ---- | ---- | ---- | ---- |
| Giro d'Italia   | —    | —    | —    | 59   | 52   | 50   |
| Tour de France  | —    | —    | —    | —    | —    |      |
| Vuelta a España | 131  | 22   | —    | —    | —    |      |

| —   | Nezúčastnil se |
| DNF | Nedokončil     |